# Condalia viridis
Condalia viridis är en brakvedsväxtart som beskrevs av Ivan Murray Johnston. Condalia viridis ingår i släktet Condalia och familjen brakvedsväxter. Inga underarter finns listade i Catalogue of Life.